# Северная Замбоанга
Северная Замбоанга (себуано Amihanang Zamboanga, таг. Hilagang Sambuwanga) — провинция Филиппин на полуострове Замбоанга на острове Минданао. Административный центр — город Диполог. Соседние провинции: Южная Замбоанга и Замбоанга-Сибугей на юге, Западный Мисамис на востоке.

## Физико-географическая характеристика
С северо-запада берега провинции омывает море Сулу. Среди провинций вышеназванного полуострова эта — самая большая.
Площадь провинции — 6618,0 км². Средняя высота поверхности — около 243 м над уровнем моря. Высшая точка — гора Дабиак в Катипунане (2600 м). Изрезанная береговая линия протянута на 400 км. Характер рельефа провинции — равнинный. Климат провинции мягкий, умеренный. Осадки выпадают равномерно в течение года. Лишь в самой южной части проявляется длительный сухой сезон.

## История
Исторически Северная Замбоанга связана с двумя другими вышеназванными соседними провинциями и с городом Замбоанга. Все вместе они составляли одну провинцию, и разделены были в недавнее время. А город Замбоанга играл в этом районе роль административного и главного экономического центра вплоть до периода американского господства, и некоторое время после прихода американцев.
В период испанского господства территория провинции входила в зону влияния мусульманских правителей.

## Население
Численность населения — 957 997 жителей (2010 год). Плотность населения — 144,76 чел./км².
Главный язык населения — себуано австронезийской языковой семьи. Распространены чабакано (чабакано Замбоанги, или замбоангеньо), тагальский и английский. На возвышенности языком коренного населения является субанон.

## Административное деление
В административном отношении делится на 25 муниципалитет и 2 города:

### Города
- Дапитан (Dapitan City)
- Диполог (Dipolog City)

### Муниципалитеты
- Бакунган (Bacungan)
- Балигуян (Baliguian)
- Годод (Godod)
- Гуталак (Gutalac)
- Хосе Далман (Jose Dalman)
- Калавит (Kalawit)
- Катипунан (Katipunan)
- Ла Либертад (La Libertad)
- Лабасон (Labason)
- Лилой (Liloy)
- Манукан (Manukan)
- Мутия (Mutia)
- Пиньян (Piñan)
- Поланко (Polanco)
- Президент Мануэль А. Рохас (Pres. Manuel A. Roxas)
- Рисаль (Rizal)
- Салуг (Salug)
- Серхио Осменья (Sergio Osmeña Sr.)
- Сиайян (Siayan)
- Сибуко (Sibuco)
- Сибутад (Sibutad)
- Синданган (Sindangan)
- Сиокон (Siocon)
- Сираваи (Sirawai)
- Тампилисан (Tampilisan)

## Экономика
Половина территории провинции приспособлена под сельскохозяйственные угодья. Зерновые, кокосовая пальма, рис и корнеплоды — основные культуры. Здесь значительны и морские, и минеральные ресурсы. Развивается рыболовный промысел, значение которого с каждым годом растёт. Среди промысловых рыб наиболее популярен тунец. По исследованиям Национального статистического координационного форума Северная Замбоанга была признана беднейшей на Филиппинах. Уровень бедности составил 64 % в 2003 году против 47 % в 2000 году.